# Mirolabrichthys evansi
Mirolabrichthys evansi là một loài cá biển thuộc chi Mirolabrichthys trong họ Cá mú. Loài này được mô tả lần đầu tiên vào năm 1954.

## Từ nguyên
Từ định danh evansi được đặt theo tên của Frank V. Evans, một người Nam Phi đã hỗ trợ đắc lực trong công việc của tác giả J. L. B. Smith.

## Phân loại học
M. evansi trước đây được xếp vào chi Pseudanthias, nhưng theo kết quả phân tích dữ liệu hình thái và phân tử mới đây vào đầu năm 2022 thì loài này được chuyển lại sang chi ban đầu là Mirolabrichthys.

## Phạm vi phân bố và môi trường sống
M. evansi được phân bố dọc theo bờ biển Đông Phi đến Nam Phi, bao gồm các đảo quốc xa bờ, băng qua quần đảo Chagos và Maldives ở phía đông đến biển Andaman, xa hơn ở phía đông nam đến bờ tây đảo Sumatra (Indonesia) cùng quần đảo Cocos (Keeling) và đảo Giáng Sinh (Úc).
M. evansi sống trên các rạn san hô ở độ sâu trong khoảng 4–40 m.

## Mô tả
Chiều dài cơ thể lớn nhất được ghi nhận ở M. evansi là 12 cm.
Phần lớn thân của cá đực và cá cái có màu tím hồng, phủ đầy những chấm vàng (hầu như không có ở cá cái). Phần thân trên từ gáy lan rộng xuống vây lưng và vây đuôi màu vàng tươi. Vây hậu môn màu trắng và vây bụng màu tím. Có sọc vàng từ phía trước hàm băng qua mắt xuống gốc vây ngực.
Số gai ở vây lưng: 10; Số tia vây ở vây lưng: 16–18; Số gai ở vây hậu môn: 3; Số tia vây ở vây hậu môn: 8–9; Số gai ở vây bụng: 1; Số tia vây ở vây bụng: 5; Số tia vây ở vây ngực: 16–18; Số vảy đường bên: 47–50.